# Митрополит сремски Василије
Василије (световно Васо Вадић; Опсјечко, код Челинца 10. децембар 1946) је архиепископ сирмијски и митрополит сремски и тренутно члан заменик у Светом архијерејском синоду Српске православне цркве.

## Монашко звање
Васо Вадић је рођен 10. децембра 1946. године у селу Опсјечко, у округу Челиначком, од оца Луке и мајке Јованке, којој је по рођењу десето дете. Завршио основну школу у Челинцу.
После основне школе у родном месту, 1962. године, он одлази у манастир Гомирје у Епархију горњокарловачку где постаје искушеник и ту остаје до 1964. године, када прелази у манастир Крку, Епархија далматинска, где се уписује у Богословију Света Три Јерарха.
По повратку са одслуженог војног рока, замонашен је 1966. године, у чин мале схиме од тадашњег Епископа далматинског Стефана и причислен братству Манастира Крке.
Рукоположен за јерођакона 19. децембра 1967. године. У свештени чин јеромонаха рукоположен је 28. јуна 1968.
По завршетку богословије одлази 1971. године на богословске студије у Букурешт у Румунији, које завршава у 1975 року.
Након тога бива постављен за суплента богословије у манастиру Крки у Далмацији.
На Крстовдан 1976. године, о. Василије је заслужено унапређен у чин синђела, а већ идуће године бива упућен на постдипломске студије у Оксфорд, где га затиче избор за Епископа аустралијског и новозеландског.

## Епископско звање
На редовном заседању Светог архијерејског сабора, у мају 1978. године, био је изабран за епископа и хиротонисан у Саборној цркви у Београду 3. септембра 1978. Следеће, 1979. године преузима од епископа Николаја (Мрђе) бригу о Епархији аустралијско-новозеландској и јужноафричкој и постаје њен епископ са седиштем у Манастиру Св. Саве, Илајн, код Мелбурна, где остаје све до 1986. године, када је 14. септембра постављен од стране Светог архијерејског сабора СПЦ за епископа Епархије сремске, где и данас столује.